# Лакі (Україна)
Лакі (крим. Laki, урум. Лаки, після 1948 року — Горянка) — зникле село у Бахчисарайському районі Автономної Республіки Крим, Україна.
Розташовувалося в середній частині Внутрішнього пасма Кримських гір, у невеликій долині, що впадає зліва у верхній течії у річку Кача. За 3 кілометри на південь від Лак знаходиться Високе (Нижній Керменчик), за 5 км на північ — села Машине (Татаркой) та Кудрине (Шурі).

## Історія
Лаки — старовине урумське село, засноване ранньому середньовіччі нащадками готів та аланів, що змішалися із залишками корінного населения. Результати археологічних розкопок датують сліди двох поселень VI—VII століть, в окрузі села — залишки понад десяток церков.
Вперше в історичних документах зустрічається в «Османському реєстрі земельних володінь Південного Криму 1680-х років», згідно з яким у 1686 році (1097 хідджри) 9 жителів селища Лак (8 християн та 1 мусульманин), володіли ділянками землі у виноградниках Балбек.
У «Відомості про виведених із Криму в Приазов'ї християн» О. В. Суворова від 18 вересня 1778 року, є запис про депортованих з Лак 406 греків і 6 священиків, які заснували на новому місці село Багатир.
У 1796 року землю села виділили грецьким офіцерам-колоністам із загону Мавромихали, вивезених у Крим Олексієм Орловим після Першої Архіпелагської експедиції.
Згідно зі Списком населених пунктів Кримської АРСР з Всесоюзного перепису 17 грудня 1926 року, в селі Лакі числилося 68 дворів, з них 42 селянські, населення становило 260 осіб (121 чоловік та 139 жінок). У національному відношенні враховано: 240 греків, 17 росіян, 1 українець, 2 вірмени, діяла грецька школа.
Під час Другої світової війни, за даними німецьких документів підрозділами 4-ї гірно-стрілецької бригади румунської армії проводилася операція з переміщення жителів із села Лаки у філію «Дулага 241».   У фільтраційний табір у районі Біюк-Онлара було переміщено 217 осіб, мешканців села Лаки.  Про участь кримськотатарських формувань у цій операції не згадується.  Вказано, що мешканці села чинили збройний опір, розстріляно 19 людей. Радянська пропаганда, задля виправдання депортації кримських татар у 1944 році, перетворила цю історію на «знищення татарськими колаборантами села», чому нема жодних доказів.
27 червня 1944 року греки з села були депортовані до Центральної Азії та на Урал.
12 серпня 1944 року було прийнято постанову № ГОКО-6372с «Про переселення колгоспників до районів Криму», й у вересні 1944 року у район приїхали перші новосели (2146 сімей) з Орловської і Брянской областей РСФСР.
18 травня 1948 року Указом Президії Верховної Ради РРФСР село Лаки було перейменовано на Горянку.
Розселено у період з 1954 по 1960 роки. У 2000-ті роки грецька спільнота Криму робила неодноразові спроби відродження села Лакі.
В даний час, на базі старої церкви, заснований і діє монастир св.апостола та євангеліста Луки.

## Галерея

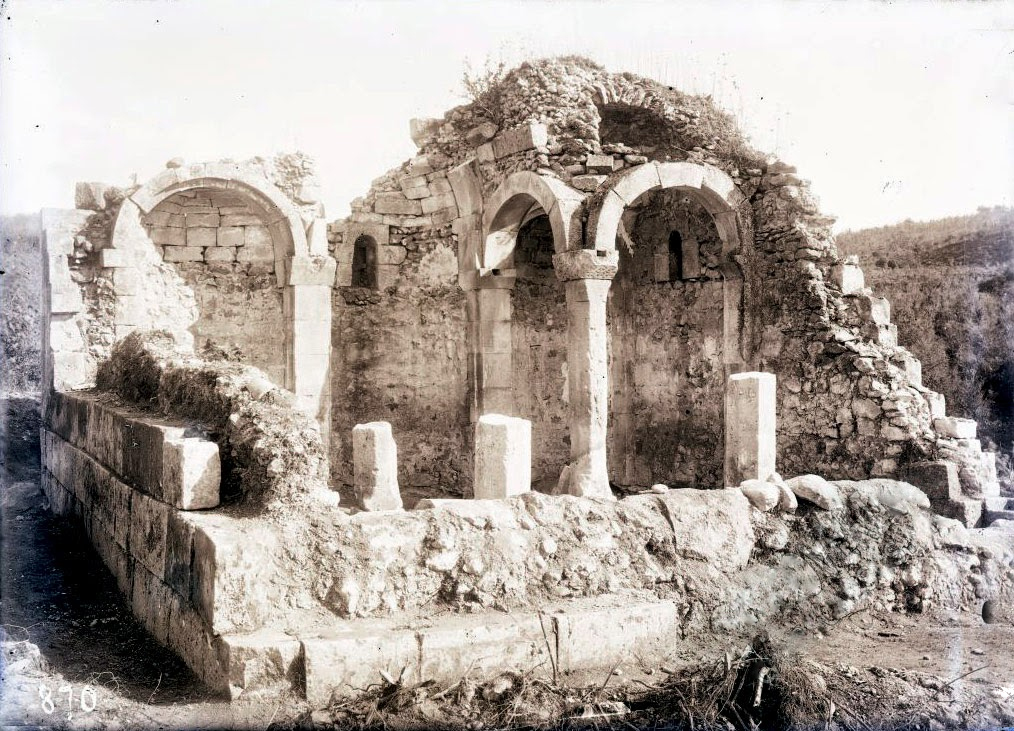
1912
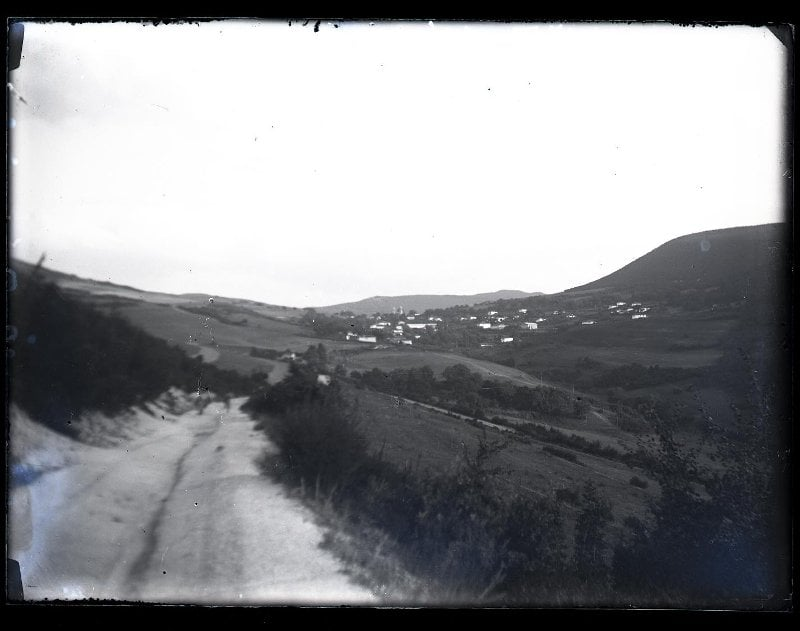
Село Лакі, до 1917 року.
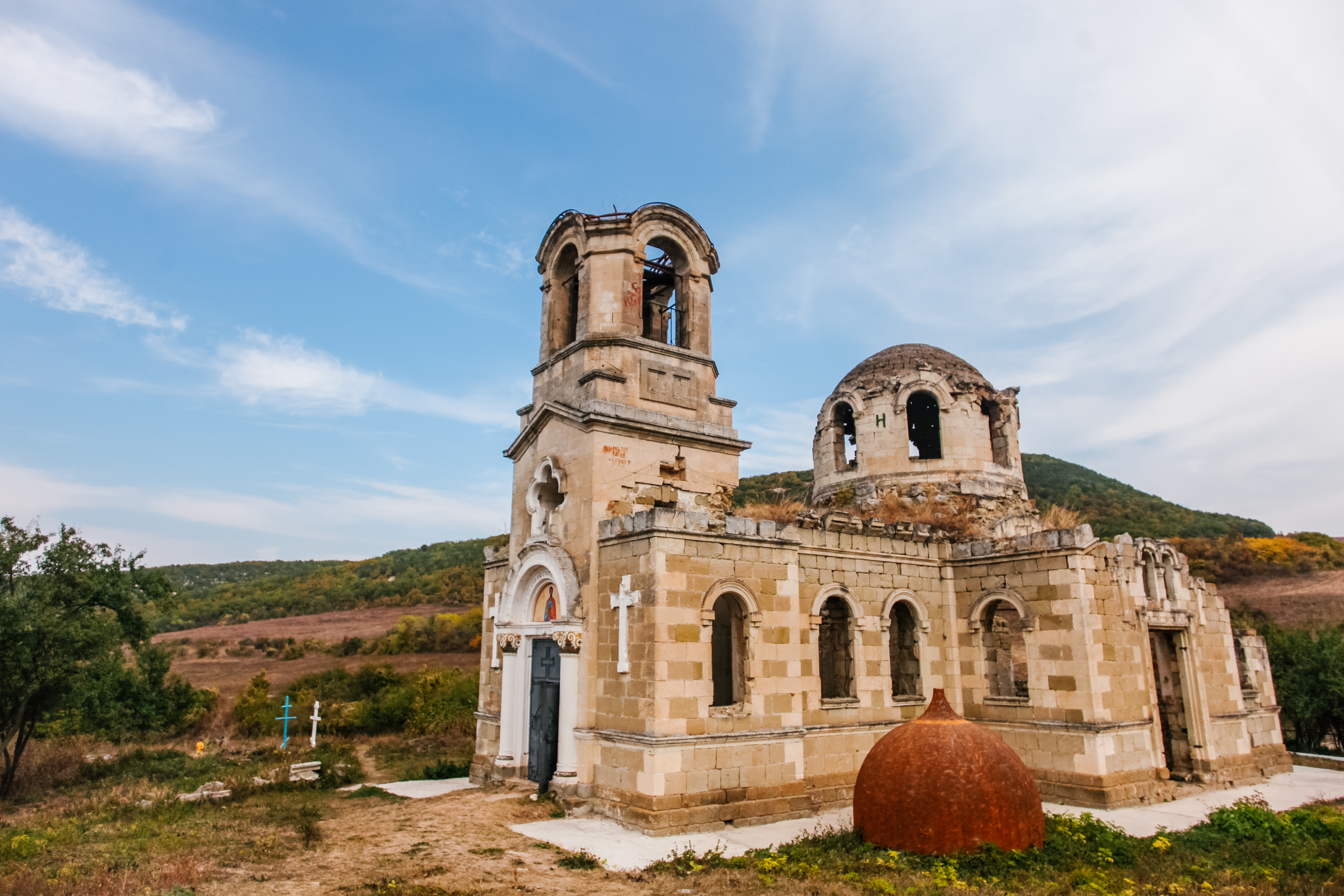
Церква в ім'я Святого Апостола та Євангеліста Луки (1904), 2011 рік
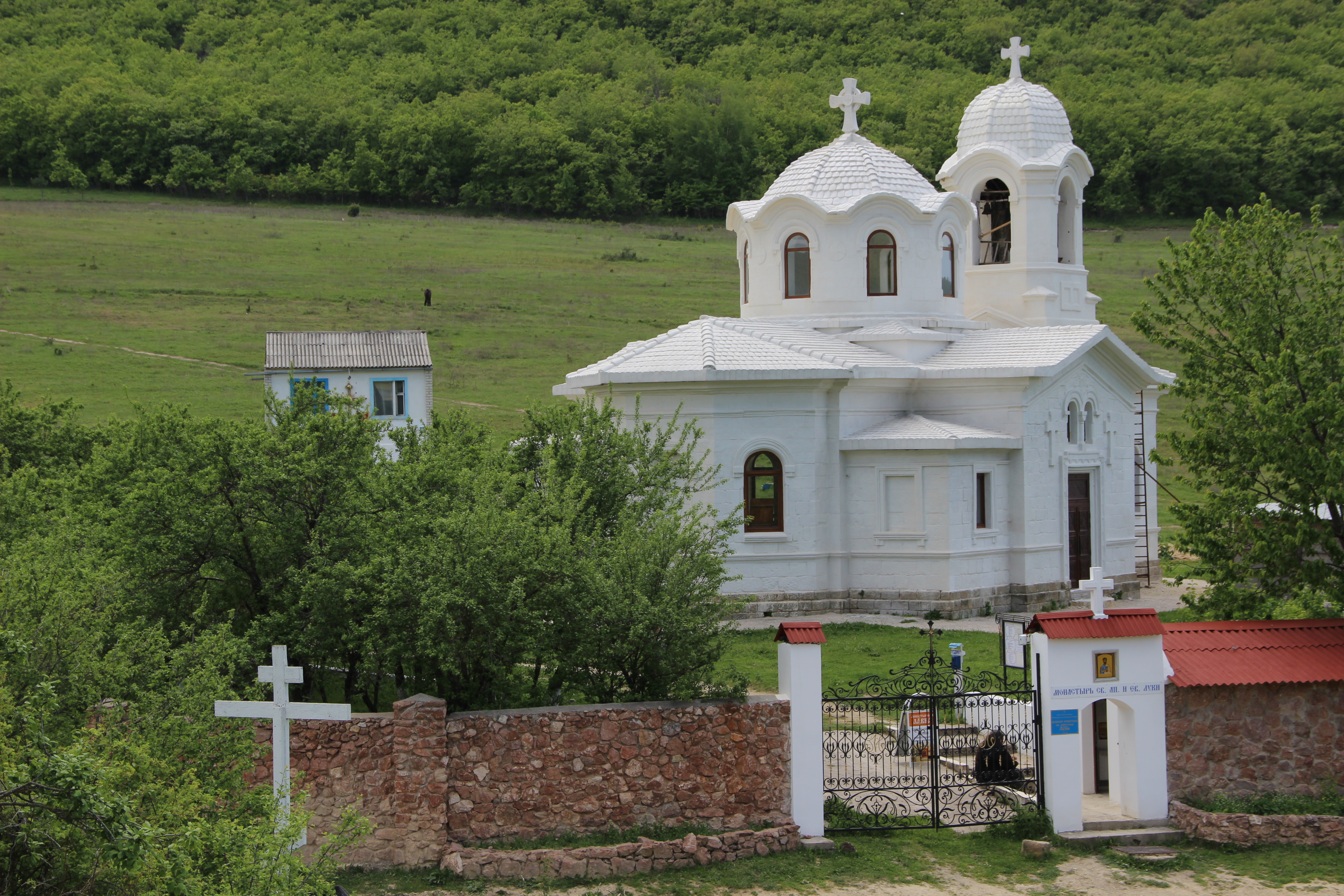
Церква в ім'я Святого Апостола та Євангеліста Луки, після реставрації, 2017 рік
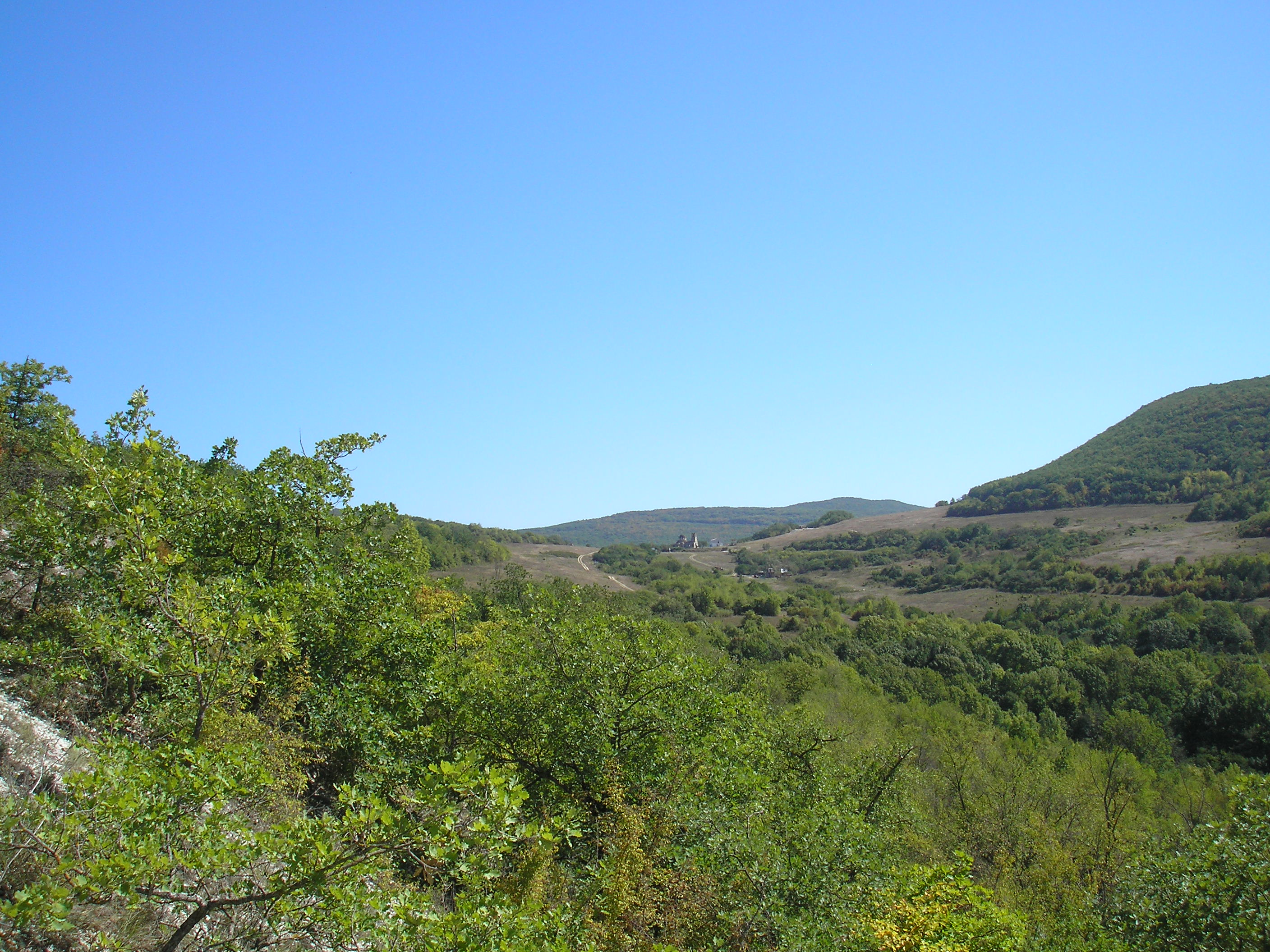
2012 рік
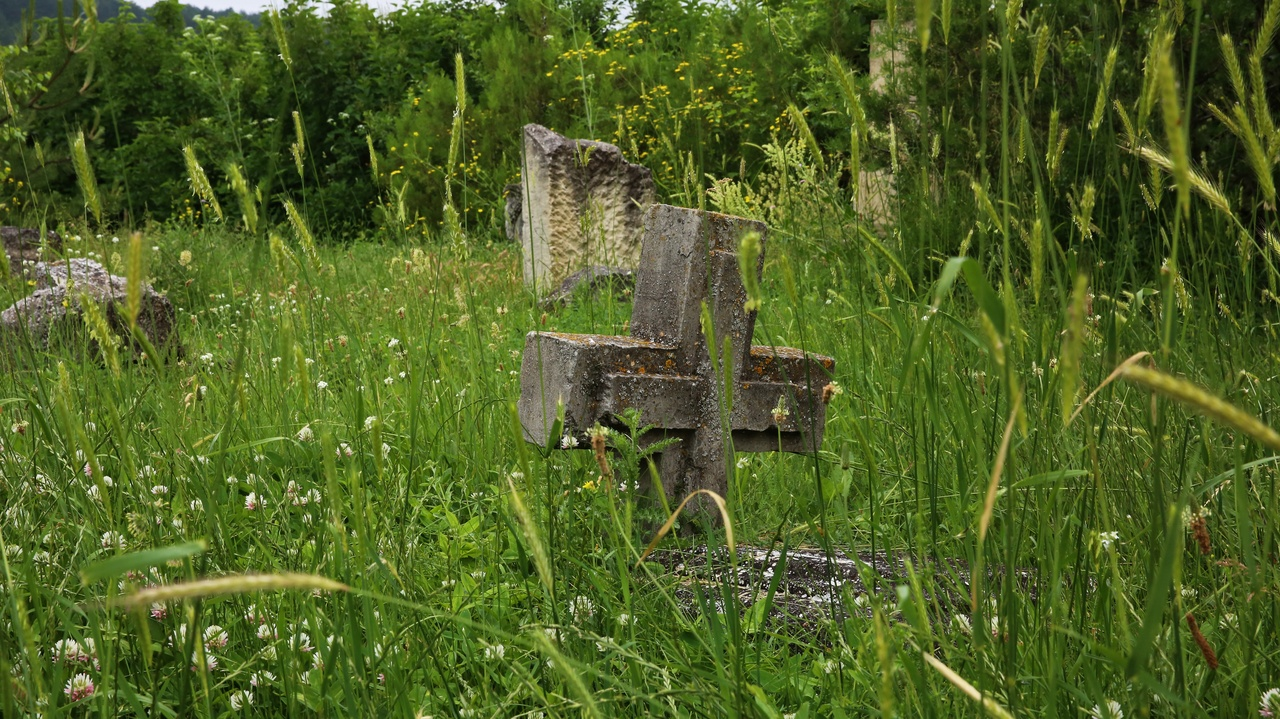
2022 рік